# ネコカリシウイルス
ネコカリシウイルス（英: feline calicivirus, FCV）は、ネコの感染症「ネコカリシウイルス感染症」の病原体となるカリシウイルス科のウイルス。

## 概要

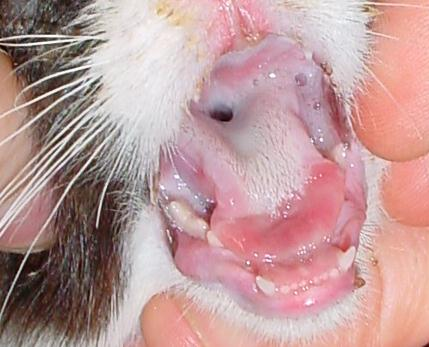
口内炎の出来た猫

FCVはネコのかかる代表的な呼吸器感染症の1つであり、初期には高熱やくしゃみ、鼻水やよだれを垂らす、食欲減退などの症状を起こす。症状が長引くと舌や口に潰瘍が出来たり、口内炎が出来るときもある。また潰瘍や口内炎の二次感染として肺炎を起こし、最悪の場合死に至る。
ウイルスの感染力は強く、感染したネコと直接触れ合ったことによる感染、感染したネコのくしゃみ等による空気感染、感染したネコと人間との接触を介しての感染など多岐にわたる。実験では、乾燥した環境下にウイルスを置いた場合、3～4週間もの間ウイルスが生存していることが確認されている。
子ネコの場合は、生後3 - 9週間程度までは母ネコから受け継いだ免疫によって守られるが、それ以降、生後10週間以降の子ネコは受け継いだ免疫がなくなってしまうためFCVに感染しやすくなり、症状が重くなることも多い。ただし3歳を過ぎる頃になると、発症しても軽微な症状のみか、感染しても発症しないことが多い。

## 予防・治療
FCVはワクチンが出来ているため、特に子ネコの場合は動物病院でワクチン接種を受けると良い。ワクチンを受けたからと言って完全に予防することは出来ないが、もし発症しても症状を大幅に軽減させられる。
発症してしまった場合、別のネコに感染するのを避けるために治癒するまで他のネコと触れ合わせないようにする。その上でスープやミルクなど猫の食べやすいものを与え、脱水症状と栄養失調を防ぎつつ治るのを待つ。FCVに直接作用する薬はないので、栄養補給を第一に考え、二次感染を防ぐ目的で必要に応じて各種抗生物質を投与する。
FCVはネコの代表的な病気であると同時に、潰瘍や肺炎など重症になるケースは少なく、成ネコであれば栄養を与えるのを怠らなければ大抵は数日で回復する。

## その他
FCVはカプシドのみで形作られる簡単な構造のウイルスと言う点でノロウイルスとよく似た性質を持ち、実際にノロウイルスの代替ウイルスとして実験に用いられることもある。ただし、性質が似ているからと言っても全く同じ性質を持つわけではない事に注意する。